# Boris Kuzmin
Boris Kuzmin –en ruso, Борис Кузьмин– (11 de febrero de 1941-30 de noviembre de 2001) fue un deportista soviético que compitió en remo.
Ganó una medalla de plata en el Campeonato Mundial de Remo de 1966 y dos medallas de oro en el Campeonato Europeo de Remo, en los años 1964 y 1965.

## Palmarés internacional
| Campeonato Mundial | Campeonato Mundial       | Campeonato Mundial | Campeonato Mundial |
| Año                | Lugar                    | Medalla            | Prueba             |
| ------------------ | ------------------------ | ------------------ | ------------------ |
| 1966               | Bled (Yugoslavia)        | Medalla de plata   | Cuatro con timonel |
| Campeonato Europeo |                          |                    |                    |
| Año                | Lugar                    | Medalla            | Prueba             |
| 1964               | Ámsterdam (Países Bajos) | Medalla de oro     | Cuatro con timonel |
| 1965               | Duisburgo (RFA)          | Medalla de oro     | Cuatro con timonel |